# Pont-sur-Yonne
Pont-sur-Yonne är en kommun i departementet Yonne i regionen Bourgogne-Franche-Comté i norra Frankrike. Kommunen ligger i kantonen Pont-sur-Yonne som tillhör arrondissementet Sens. År 2022 hade Pont-sur-Yonne 3 357 invånare.

## Befolkningsutveckling
Antalet invånare i kommunen Pont-sur-Yonne
| Referens: INSEE |